# Anton Henne

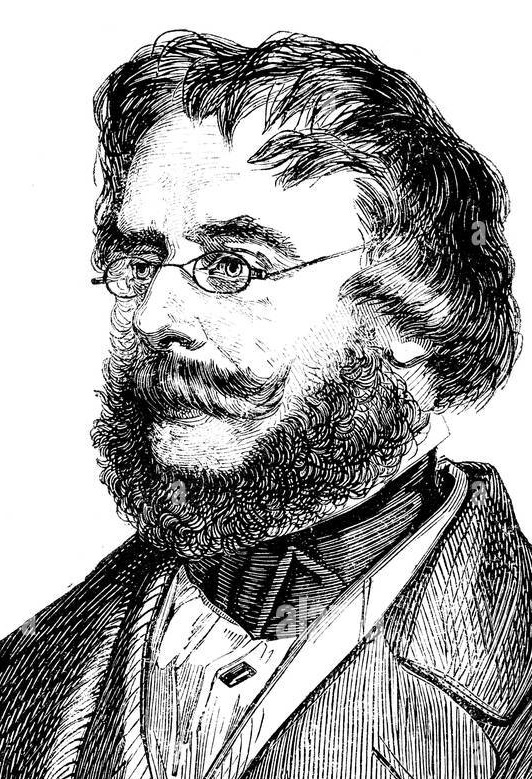
Anton Henne

Josef Anton Henne (* 22. Juli 1798 in Sargans; † 22. November 1870 in Wolfhalden) war ein Schweizer Historiker. Von 1826 bis 1834 war er Stiftarchivar am Stiftsarchiv St. Gallen und von 1855 bis 1861 Stiftsbibliothekar in der Stiftsbibliothek St. Gallen.

## Leben und Werk
Josef Anton Hennes Vorfahren stammten aus Oberstaufen im Allgäu. Sein Grossvater Joseph Henne (1746–1817) kam nach Sargans und heiratete die Ausburgerin Anna Maria Grass (1743–1818). 1786 wurde er Bürger von Sargans. Aus dieser Ehe stammte Hennes Vater Joseph Anton Henne (1769–1840), der Franziska Good (1760–1841) von Mels heiratete und Schneider wurde.
Henne wurde mit zwölf Jahren Schüler im Kloster Pfäfers, das er mit 17 verliess, um in Heidelberg und in Freiburg im Breisgau zu studieren. Während seines Studiums trat er der Sektion Freiburg im Breisgau der Zofingia bei. Nach Lehrerstellen in Hofwil und St. Gallen war er von 1842 bis 1855 ausserordentlicher Professor für Geschichte an der Universität Bern.
Henne begann in dieser Zeit, sich politisch zu betätigen und wurde ein Exponent des politischen Radikalismus und Gegner des Ultramontanismus im Kulturkampf in St. Gallen.
Oft vertrat er in seiner Arbeit kontroverse oder eigene Ansichten. Nach dem Verlust seiner Stellung in Bern wurde er Stiftsbibliothekar an der Stiftsbibliothek St. Gallen, von 1862 bis zu seinem Tod schliesslich war er Sekretär des kantonalen  Erziehungsdepartements.
Henne gab die Klingenberger Chronik heraus und bearbeitete Sagen und Volksbräuche. Bekannt wurde er auch als Verfasser des Abendliedes Lueget, vo Berg und Tal.

## Schriften
- Lieder und Sagen aus der Schweiz (1826, 2. Auflage 1827)
- Diviko und das Wunderhorn oder die Lemanschlacht (1826; Digitalisat, erster Teil, Digitalisat, zweiter Teil)
- Neue Schweizerchronik fürs Volk (1828, 1834, 1835)
  - Schweizerchronik, in vier Büchern. Zweite, völlig umgearbeitete und vermehrte Auflage (1840; Digitalisat)
- Ansichten eines Obscuranten über Katholicismus und Protestantismus (1829; Digitalisat)
- Offener Brief an Herrn Forst- und Kirchenrath Zschokke (1830)
- Die schweizerische Revolution von 1798 bis 1834 (1835; Digitalisat)
- Die Faraone Aegyptens nach dem ägyptischen, assürischen, sikyonischen, argischen, attischen, kretischen, ilischen, thebischen und küprischen Kanon neu hergestellt (1837)
- Dr. Hennes Vertreibung von der katholischen Kantonsschule in St. Gallen (1841)
- Allgemeine Geschichte von der Urzeit bis auf den heutigen Tag (1845)
- Geschichtliche Darstellung der kirchlichen Vorgänge in der katholischen Schweiz von 1830 bis auf unsere Tage (1851; Digitalisat der Auflage von 1854)
- Schweizergeschichte für Volk und Schule (1857)
- Die Klingenberger Chronik, wie sie Schodoler, Tschudi, Stumpf, Guilliman und Andere benützten (1861; Digitalisat)
- Manethos, die Origines unserer Geschichte und Chronologie (1865)